# Egoista (Alexia)
Egoista è un singolo di Alexia pubblicato nel 2003.

## Canzone
È il secondo singolo promozionale estratto dall'album Il cuore a modo mio del 2003.
Il brano, una hit estiva, esce nel mese di maggio e partecipa a vari programmi musicali come il Festivalbar dove ottiene successo. Viene programmato dalle principali emittenti radiofoniche e televisive musicali.
La canzone denuncia il modo di fare di alcune persone egocentriche, che vogliono tutta l'attenzione nei loro confronti senza darne agli altri, in particolare nel rapporto di coppia. Questo messaggio viene rappresentato nel video.

## Tracce
1. Egoista (Radio Version)
2. Tu mi fai vivere

## Videoclip
Il video che accompagna il singolo vede l'artista cantare e ballare in una sfilata di moda. Alle sue spalle compare la scritta "EGO" a lettere illuminate, mentre egocentrici modelli e modelle sfilano tra una folla di fotografi.

## Classifiche
| Paese   | Posizione raggiunta |
| ------- | ------------------- |
| Italia  | 46                  |
| Romania | 35                  |